# Distrito de Thonon-les-Bains
El distrito de Thonon-les-Bains es un distrito (en francés arrondissement) de Francia, que se localiza en el departamento de Alta Saboya (en francés Haute-Savoie), de la región Ródano-Alpes. Cuenta con 7 cantones y 68 comunas.

## División territorial

### Cantones
Los cantones del distrito de Thonon-les-Bains son:
1. Cantón de Abondance
2. Cantón de Boëge
3. Cantón de Douvaine
4. Cantón de Évian-les-Bains
5. Cantón de Le Biot
6. Cantón de Thonon-les-Bains-Este
7. Cantón de Thonon-les-Bains-Oeste

### Comunas
| 1. Abondance (74001)       | 2. Allinges (74005)                 | 3. Anthy-sur-Léman (74013)         | 4. Armoy (74020)                 |
| 5. Ballaison (74025)       | 6. La Baume (74030)                 | 7. Bellevaux (74032)               | 8. Bernex (74033)                |
| 9. Le Biot (74034)         | 10. Bogève (74038)                  | 11. Bonnevaux (74041)              | 12. Bons-en-Chablais (74043)     |
| 13. Boëge (74037)          | 14. Brenthonne (74048)              | 15. Burdignin (74050)              | 16. Cervens (74053)              |
| 17. Champanges (74057)     | 18. La Chapelle-d'Abondance (74058) | 19. Chens-sur-Léman (74070)        | 20. Chevenoz (74073)             |
| 21. Châtel (74063)         | 22. Douvaine (74105)                | 23. Draillant (74106)              | 24. Essert-Romand (74114)        |
| 25. Excenevex (74121)      | 26. Fessy (74126)                   | 27. La Forclaz (74129)             | 28. Féternes (74127)             |
| 29. Habère-Lullin (74139)  | 30. Habère-Poche (74140)            | 31. Larringes (74146)              | 32. Loisin (74150)               |
| 33. Lugrin (74154)         | 34. Lullin (74155)                  | 35. Lully (74156)                  | 36. Lyaud (74157)                |
| 37. Margencel (74163)      | 38. Marin (74166)                   | 39. Massongy (74171)               | 40. Maxilly-sur-Léman (74172)    |
| 41. Meillerie (74175)      | 42. Messery (74180)                 | 43. Montriond (74188)              | 44. Morzine (74191)              |
| 45. Nernier (74199)        | 46. Neuvecelle (74200)              | 47. Novel (74203)                  | 48. Orcier (74206)               |
| 49. Perrignier (74210)     | 50. Publier (74218)                 | 51. Reyvroz (74222)                | 52. Saint-André-de-Boëge (74226) |
| 53. Saint-Gingolph (74237) | 54. Saint-Jean-d'Aulps (74238)      | 55. Saint-Paul-en-Chablais (74249) | 56. Saxel (74261)                |
| 57. Sciez (74263)          | 58. Seytroux (74271)                | 59. Thollon-les-Mémises (74279)    | 60. Thonon-les-Bains (74281)     |
| 61. Vacheresse (74286)     | 62. Vailly (74287)                  | 63. Veigy-Foncenex (74293)         | 64. La Vernaz (74295)            |
| 65. Villard (74301)        | 66. Vinzier (74308)                 | 67. Yvoire (74315)                 | 68. Évian-les-Bains (74119)      |